# Dobrogea în arta plastică
Dobrogea în arta plastică este un film românesc din 1976 regizat de Erich Nussbaum.